# Тогайлы (Кызылординская область)
Тогайлы (каз. Тоғайлы, до 2020 г. — Лесхоз) — село в Чиилийском районе Кызылординской области Казахстана. Входит в состав Алмалинского сельского округа. Код КАТО — 435235400.

## Население
В 1999 году население села составляло 128 человек (56 мужчин и 72 женщины). По данным переписи 2009 года, в селе проживал 91 человек (50 мужчин и 41 женщина).